# Karl Elzer
Karl Conrad Valentin Elzer, auch Carl Elzer (* 2. August 1881 in Karlsruhe; † 30. August 1938 in Rottach-Egern) war ein deutscher Schauspieler.

## Leben und Wirken
Elzer, der bereits im Alter von acht Jahren sein Kinderdebüt als „kleiner Engländer“ in „Die Puppenfee“ gegeben hatte, begann seine Profilaufbahn zur Jahrhundertwende als Volontär unter Albert Bürklin, dem Generalintendanten des Hoftheaters seiner Heimatstadt Karlsruhe. Nebenbei erhielt Elzer privaten Schauspielunterricht bei Wilhelm Wassermann. Anschließend durchlief Elzer die klassische Schauspielerlaufbahn mit Verpflichtungen in die deutsche Provinz: Seine Bühnenstationen waren Gera, Flensburg und Stettin. Am Bellevue-Theater der letztgenannten Stadt in Pommern war er in der Spielzeit 1907/1908 Partner von Viktor Schwanneke und dem jungen Emil Jannings, der auch Regie führte. 1911 holte ihn der Direktor des Schiller-Theaters, Max Pategg, der ihn an einer Vorstadtbühne als Bertram in Robert und Bertram gesehen hatte, an die von ihm geleitete Spielstätte. In der Folgezeit, vor allem seit der Spätphase Ersten Weltkriegs, teilte sich Elzer seine Arbeit zwischen Theater und Film, zu dem Viggo Larsen den 30-Jährigen gleich zu Beginn seiner Berliner Zeit erstmals geholt hatte, auf. Im Krieg zeitweise eingezogen, wurde Karl Elzer an der Front schwer verwundet.

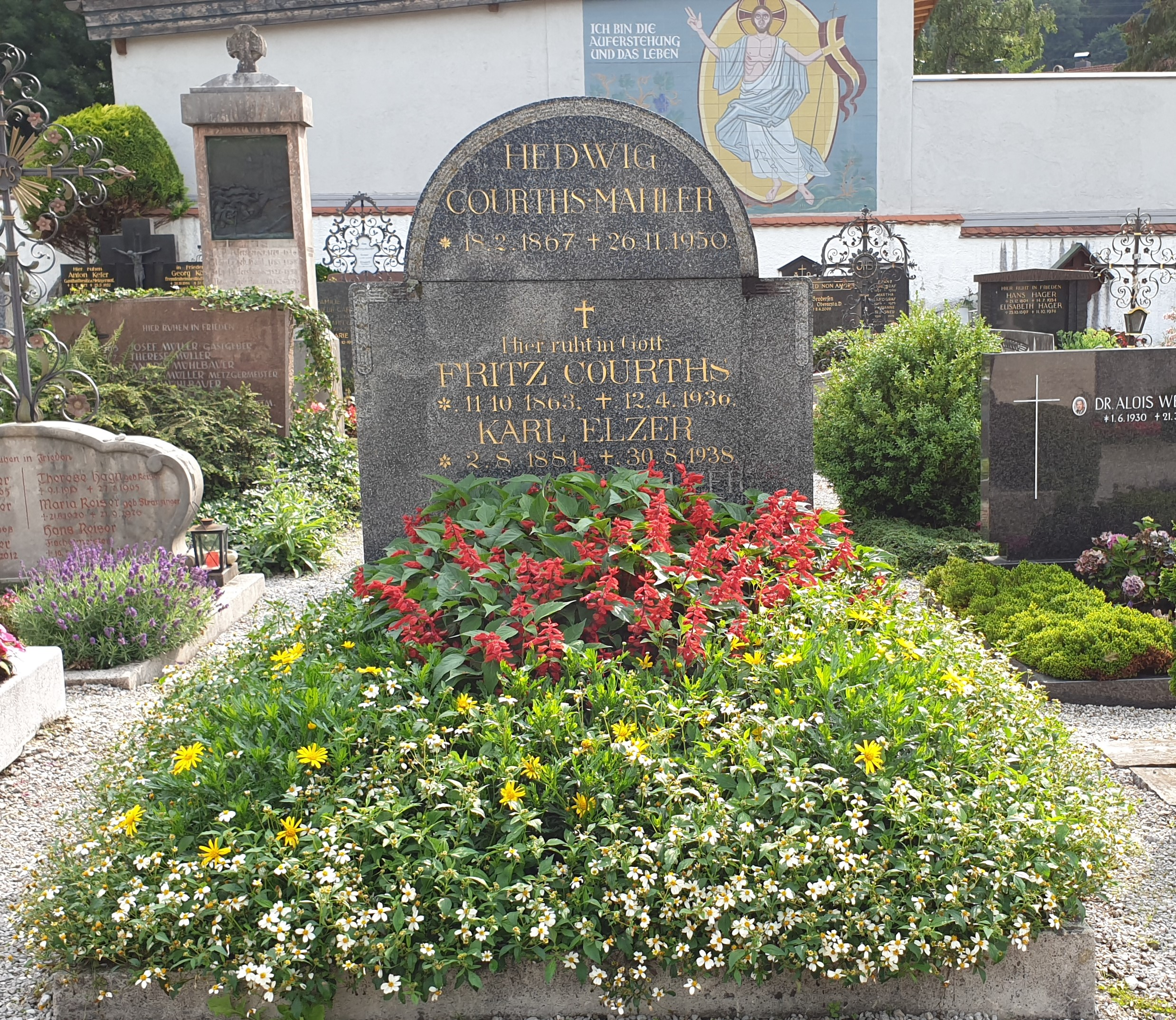
Grabstätte Karl Elzer, Tegernsee

Vor allem zwischen 1918 und 1931 wirkte er mit Nebenrollen in einer Fülle von Filmen mit. Elzer wurde mit jeder Form der klassischen Filmcharge bedacht; vor allem reiche und höhergestellte Persönlichkeiten verkörperte er regelmäßig: den John Rockefeller in Maud Rockefellers Wette, den Fabrikanten Aßmann in Die Aßmanns, den Kurfürsten Max von Bayern in Ein Mädel aus dem Volke, den Graf Aranyi in Die Konkurrenz platzt, den Prinzen Ludwig in Lena Warnstetten, den Burgtheaterdirektor in Kaiserliebchen, Friedrich den Weisen in Luther und den Bankier Fören in Die blaue Laterne. Beim Tonfilm nach 1931 war Karl Elzer nur noch selten aktiv. Neben seiner Theater und Filmtätigkeit engagierte sich der Karlsruher auch intensiv in der Berliner Kabarettszene.
Seine letzten Lebensjahre band er sich künstlerisch an das Berliner Theater unter der Leitung von Oscar Ingenohl sowie an das Theater der Jugend, „dessen dankbaren und begeisterungsfähigen Besuchern er in 460 Aufführungen unvergeßliche Eindrücke übermittelte und in deren Gedächtnis er weiter leben wird“, wie es in einem Nachruf 1939 hieß.
Elzer war mit der Schriftstellerin Margarete Elzer, einer Tochter von Hedwig Courths-Mahler, verheiratet. Er nahm sich wegen eines Blasenkrebsleidens das Leben. Seine Grabstätte befindet sich auf dem Friedhof Tegernsee.

## Filmografie
- 1916: Die Räuberbraut
- 1918: Die blaue Laterne
- 1919: Hängezöpfchen
- 1919: Das rosa Strumpfbändchen
- 1919: Meier und Sohn
- 1919: Die feindlichen Reporter
- 1919: Die Angelfreude
- 1921: Opfer der Liebe
- 1922: Morast
- 1922: Bummellotte
- 1924: Die Schmetterlingsschlacht
- 1924: Maud Rockfellers Wette
- 1924: Gib mich frei
- 1925: Der Demütige und die Sängerin
- 1925: Lena Warnstetten
- 1925: Die Aßmanns
- 1925: Das stolze Schweigen
- 1926: Junges Blut
- 1926: Es blasen die Trompeten
- 1927: Unter Ausschluß der Öffentlichkeit
- 1927: Die Bräutigame der Babette Bomberling
- 1927: Venus im Frack
- 1927: Der Sträflingskavalier
- 1927: Ein Mädel aus dem Volke
- 1927: Luther
- 1927/28: Königin Luise (2 Teile)
- 1928: Der Piccolo vom Goldenen Löwen
- 1928: In Werder blühen die Bäume...
- 1928: Indizienbeweis
- 1929: Der Held aller Mädchenträume
- 1929: Es flüstert die Nacht …
- 1929: Die Konkurrenz platzt!
- 1930: Das lockende Ziel
- 1930: Das Flötenkonzert von Sans-souci
- 1931: Kaiserliebchen
- 1931: M
- 1931: Ronny
- 1934: Fräulein Frau
- 1934: …heute abend bei mir
- 1935: Ein falscher Fuffziger
- 1935: Der Kampf mit dem Drachen